# サウロニオプス
サウロニオプス（Sauroniops）は、白亜紀のモロッコで発見された、大型獣脚類の1属である。カルカロドントサウルス科。名前の由来はサウロンに因む。これは発見された化石が片方の眼窩の部分など、頭蓋骨の上側のみだったため。